# NGC 7220
NGC 7220 ist eine linsenförmige Galaxie vom Hubble-Typ SB0 im Sternbild Aquarius auf der Ekliptik. Sie ist schätzungsweise 240 Millionen Lichtjahre von der Milchstraße entfernt und hat einen Durchmesser von etwa 65.000 Lichtjahren.
Im selben Himmelsareal befinden sich u. a. die Galaxien IC 1435 und IC 5178.
Das Objekt wurde im Jahr 1886 von Frank Muller entdeckt.